# Empezar Desde Cero (албум RBD)
 (срп. Почети од нуле) је шести, али четврти студијски албум на шпанском, мексичке групе RBD. Са овог албума се могу издвојити синглови: Inalcanzable, Empezar Desde Cero и Y No Puedo Olvidarte.

## Списак песама
1. - 03:14
2. - 03:56
3. - 04:14
4. - 03:20
5. - 03:50
6. - 03:09
7. - 03:19
8. - 03:29
9. - 04:40
10. - 03:40
11. - 03:29
12. - 03:26
13. - 04:13

Бонус песме на аргентинском издању
1. - 03:31
2. - 03:37
3. - 03:34
4. - 03:43
5. - 04:38
6. - 03:32

 издање
- Обухвата све песме са стандардног издања
- Обухвата још 3 песме

1. - 03:36
2. - 03:39
3. - 03:09

- Обухвата и DVD који садржи

Видео
Караоке